# Галактика Боде
Галактика Боде (англ. M 81, Messier 81, NGC 3031, рус. Мессье 81, другие обозначения — IRAS09514+6918, UGC 5318, KCPG 218A, MCG 12-10-10, ZWG 333.7, PGC 28630) — спиральная галактика в созвездии Большая Медведица. Пример спиральной галактики правильной формы, имеет хорошо выраженные рукава, доходящие почти до центра. Благодаря близости к Земле, большому размеру и активному ядру (которое может быть сверхмассивной чёрной дырой) M81 часто служит объектом астрономических исследований. Довольно большой блеск и угловой размер делают её популярной и у астрономов-любителей.
Галактика NGC 3031 входит в состав группы галактик M81.

## Открытие
Messier 81 была впервые обнаружена Иоганном Боде в 1774 году. Вследствие этого её часто называют галактикой Боде. В 1779 году Пьер Мешен и Шарль Мессье переоткрыли её и внесли в известный каталог.

## Пылевая эмиссия

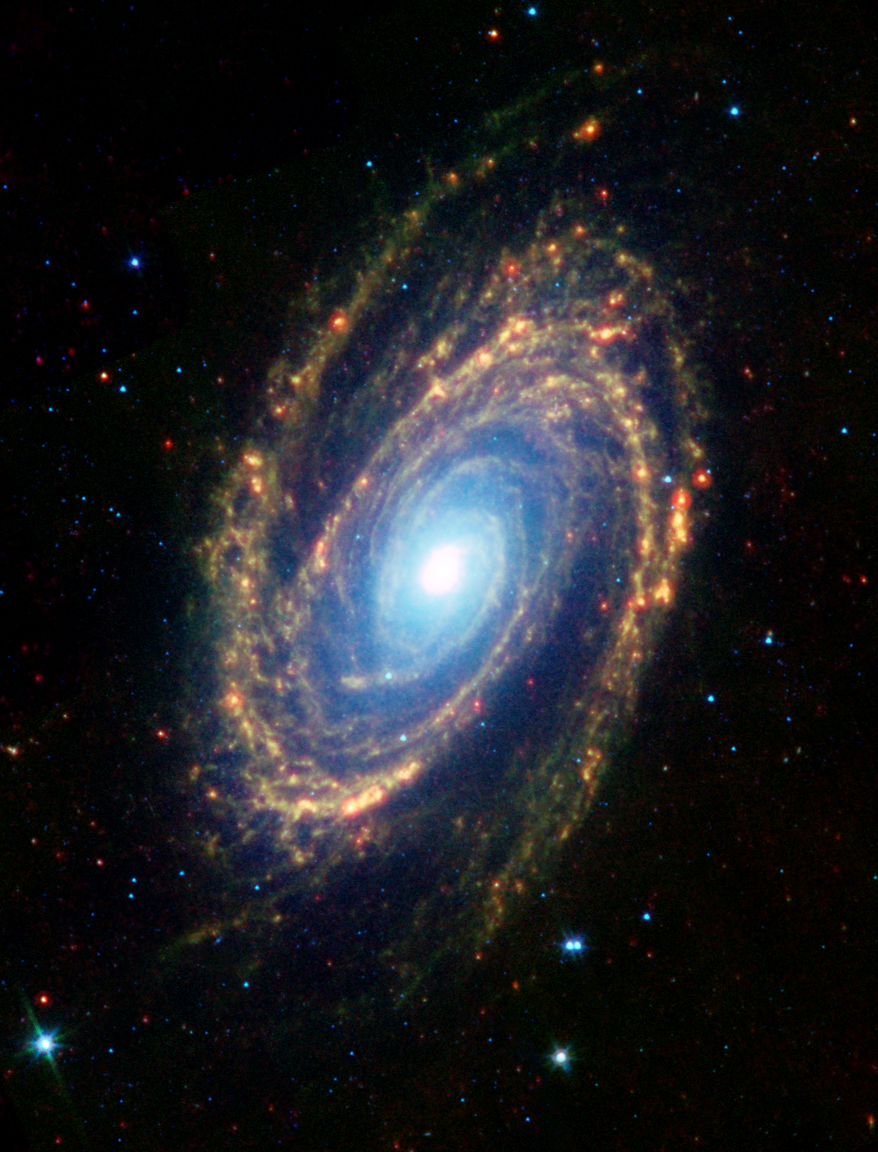
Инфракрасное изображение Messier 81, полученное Телескопом имени Спитцера. Синим показано звёздное излучение на длине волны 3,6 мкм, зелёным — излучение на длине волны 8 мкм, испускаемое полициклическими ароматическими углеводородами в межзвёздной среде, а красным — излучение на длине волны 24 мкм, создаваемое нагретой межзвёздной пылью. Источник: NASA/JPL-Caltech/K. Gordon/S. Willner/N.A. Sharp.

Бо́льшая часть излучения галактики в инфракрасном диапазоне исходит от космической пыли. Эта пыль обнаружена в основном внутри спиральных рукавов, и, как было показано, связана с формированием звёзд. Связь происходит оттого, что горячие, короткоживущие голубые звёзды, которые найдены в областях формирования звёзд, эффективно нагревают пыль и значительно усиливают излучение из этих регионов.

## Сверхновые
В Messier 81 была обнаружена только одна сверхновая звезда — SN 1993J. Её открыл 28 марта 1993 испанский любитель астрономии Франсиско Гарсия Диас. В то время она была второй по яркости сверхновой, наблюдаемой в двадцатом веке. Спектральные характеристики сверхновой со временем менялись. Вначале она выглядела как сверхновая II типа (сверхновая, сформированная взрывом звезды-гиганта) с выраженными спектральными линиями водорода в излучении, но позже водородные линии ослабли и появились сильные линии гелия, делая сверхновую похожей на тип Ib. Более того, изменения яркости SN 1993J со временем не были похожи на изменения, наблюдаемые у других сверхновых типа II, но походили на изменения яркости сверхновых типа Ib. Поэтому её приписали к «типу IIb», переходному классу между типами II и Ib. Научные результаты, полученные от изучения этой звезды, позволили сделать вывод, что сверхновые типов Ib и Ic обычно формируются в результате взрыва гигантских звёзд через процессы, аналогичные наблюдаемым в сверхновых типа II. По этой сверхновой расстояние до Messier 81 было оценено в 8,5 ± 1,3 млн св. лет (2,6 ± 0,4 Мпк).

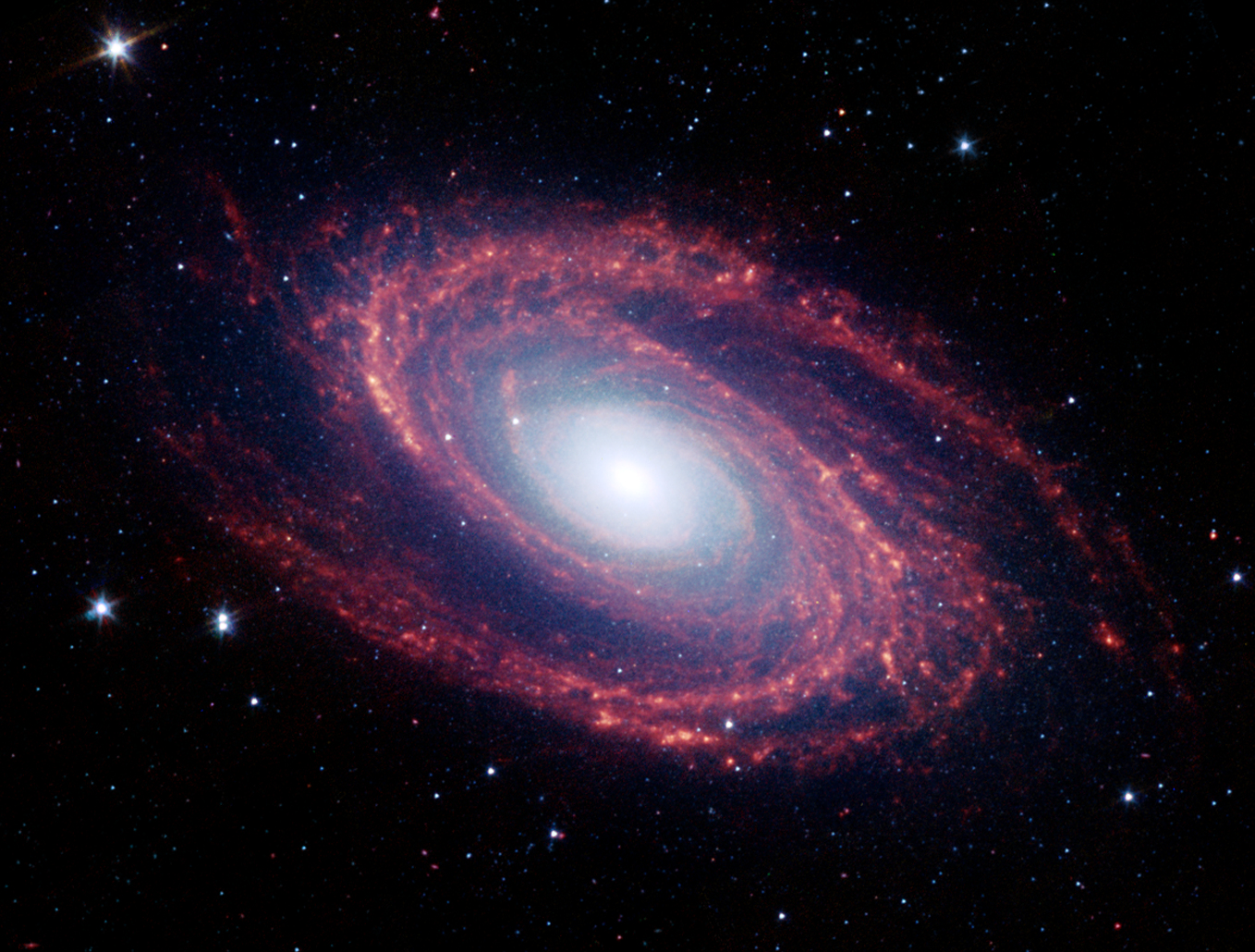
M81 (Фотография телескопа Спитцер)

## Информация о ближайших галактиках и скоплениях

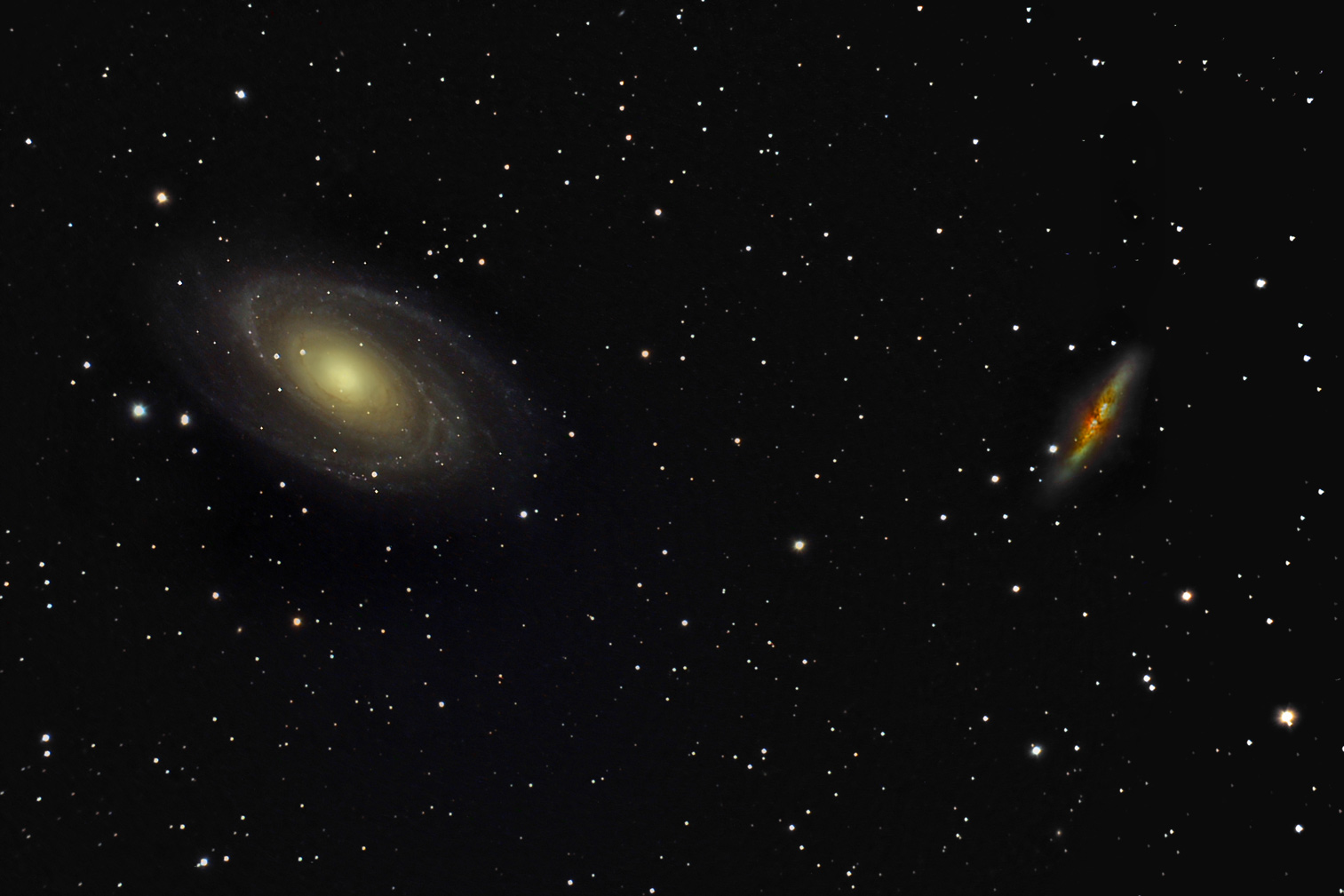
M 81 (слева) и M 82 (справа). M 82 — одна из двух галактик, которые испытывают сильное гравитационное взаимодействие с M81. Вторая, NGC 3077, расположена выше за пределами изображения. Источник: Scott Anttila

Messier 81 — крупнейшая галактика в своей группе, состоящей из 34 галактик, расположенных в созвездии Большой Медведицы.
Расстояние от Земли до группы — приблизительно 11,7 млн. световых лет (3,6 Мпк) — делает её одним из самых близких к Местной группе (содержащей нашу галактику Млечный Путь) скоплений.
M81 находится в гравитационном взаимодействии с M 82 и NGC 3077. Взаимодействие стягивает со всех трёх галактик водород, приводя к появлению в группе нитевидных газовых структур. Кроме того, гравитация приводит к втягиванию межзвёздного газа в центр Messier 82 и NGC 3077, что приводит к активному звездообразованию в центрах этих объектов.

## Информация для астрономов-любителей
Messier 81, Messier 82, и несколько других галактик группы Messier 81 расположены примерно на 10° к северо-западу от α Большой Медведицы. И Messier 81 и Messier 82 легко видны в бинокли и маленькие телескопы. Оба объекта обычно не видны невооружённым взглядом, хотя очень опытный астроном-любитель при исключительно благоприятных условиях может увидеть Messier 81. Хотя галактики видны даже в малые телескопы (от 75 мм), для различения структур в Messier 81 нужны телескопы с апертурой 200 мм или больше.

## См. также

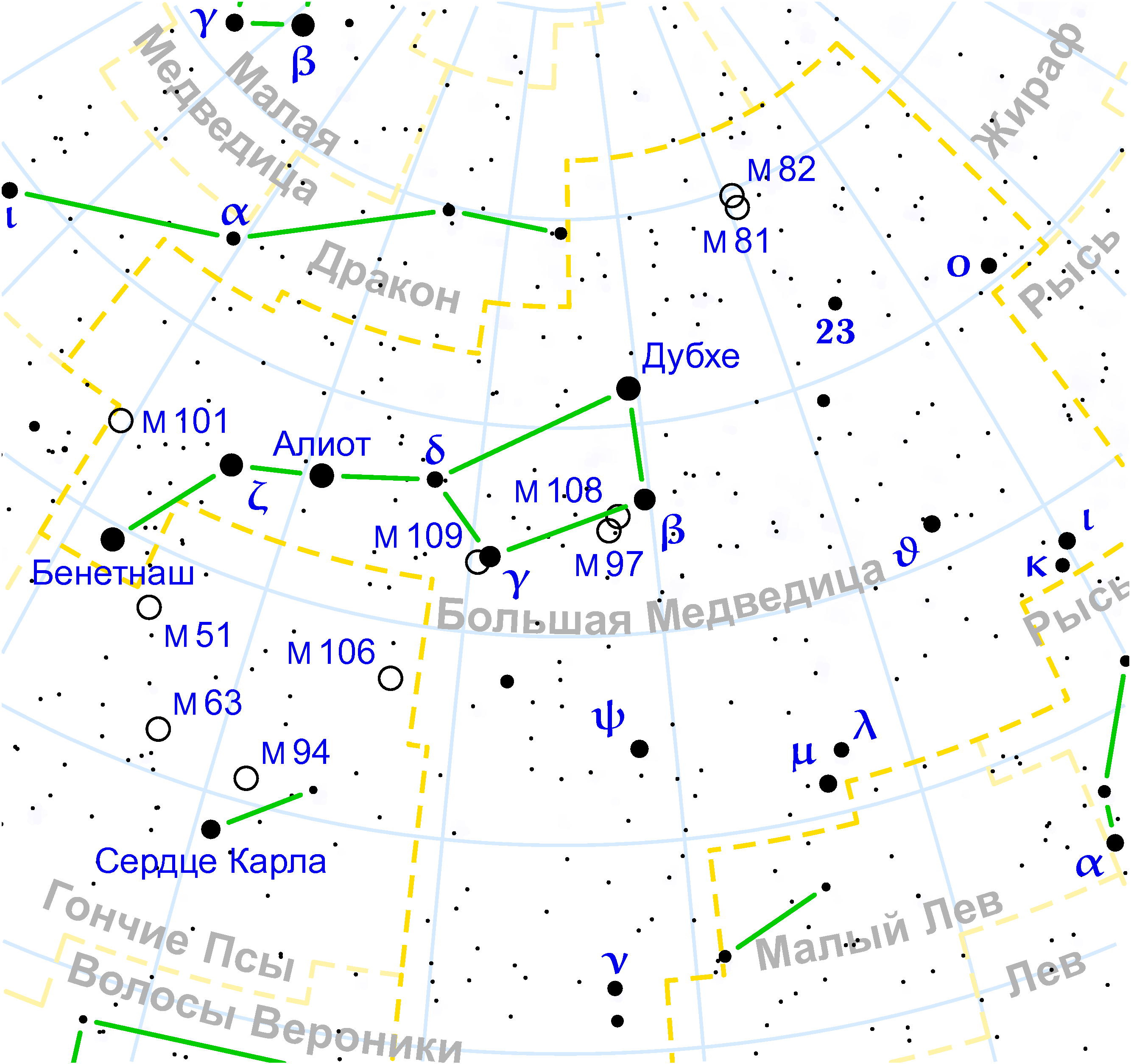
M 81 в созвездии Большой медведицы